# 大膽遊戲
大膽遊戲（英文：Game of dares，又稱dare game）是派對遊戲，遊戲目的是兩個人彼此之間賭誰做平常不會做的事或任務，本遊戲是相當常見的遊戲，尤其在兒童或青少年間流行。

## 玩法
遊戲可由二人或多人參與。
玩家可向另一位玩家回答某件平常不會做的事或想都不會想做的事，隨後對方就會回答「我敢你會做……」或「你是否可以做……？」，為了繼續遊戲，其中一位玩家必須做出他向對方說的敢做的事。 若玩家拒絕做或挑戰失敗，其中一位玩家將會失敗或從遊戲中踢出，失敗的玩家常常會被取不好的稱號如“輸家”或“膽小鬼”。

## 風險
遊戲可能會使玩家涉入危險或被迫去做險惡的任務。
社會工作者珍妮佛·摩爾-馬利諾斯（Jennifer Moore-Mallinos）對該遊戲提出可能造成的風險：「無論潛在風險是什麼，很少有孩子會接受挑戰。嘗試這項任務是對「他們」而言是他們唯一的選擇。她更指出：「儘管很多提出看起來都是無害的要求，但隨著時間過去，「他們」會更傾向於提出較過分或嚴苛的要求。」

## 流行文化
本遊戲在英國小說《大膽遊戲》（The Dare Game）和法國電影《敢愛就來》（Love Me If You Dare）出現。